# Crytea sanguinator
Crytea sanguinator är en stekelart som först beskrevs av Rossi 1794.  Crytea sanguinator ingår i släktet Crytea och familjen brokparasitsteklar. Utöver nominatformen finns också underarten C. s. nigrescens.